# Muzułmanie w niepodległych Indiach
Muzułmanie w niepodległych Indiach – stanowią największą z mniejszości religijnych Indii. To jedna z największych muzułmańskich społeczność świata (obok muzułmanów w Indonezji i Pakistanie). Obejmuje 138 188 240 mieszkańców co stanowi 13,4% ludności Indii.
Muzułmanie stanowią większość ludności w Dżammu i Kaszmirze oraz na Lakszadiwach. Ponadto wielu z nich mieszka w stanach Uttar Pradesh, Bihar, Bengal, Asam i Kerala.

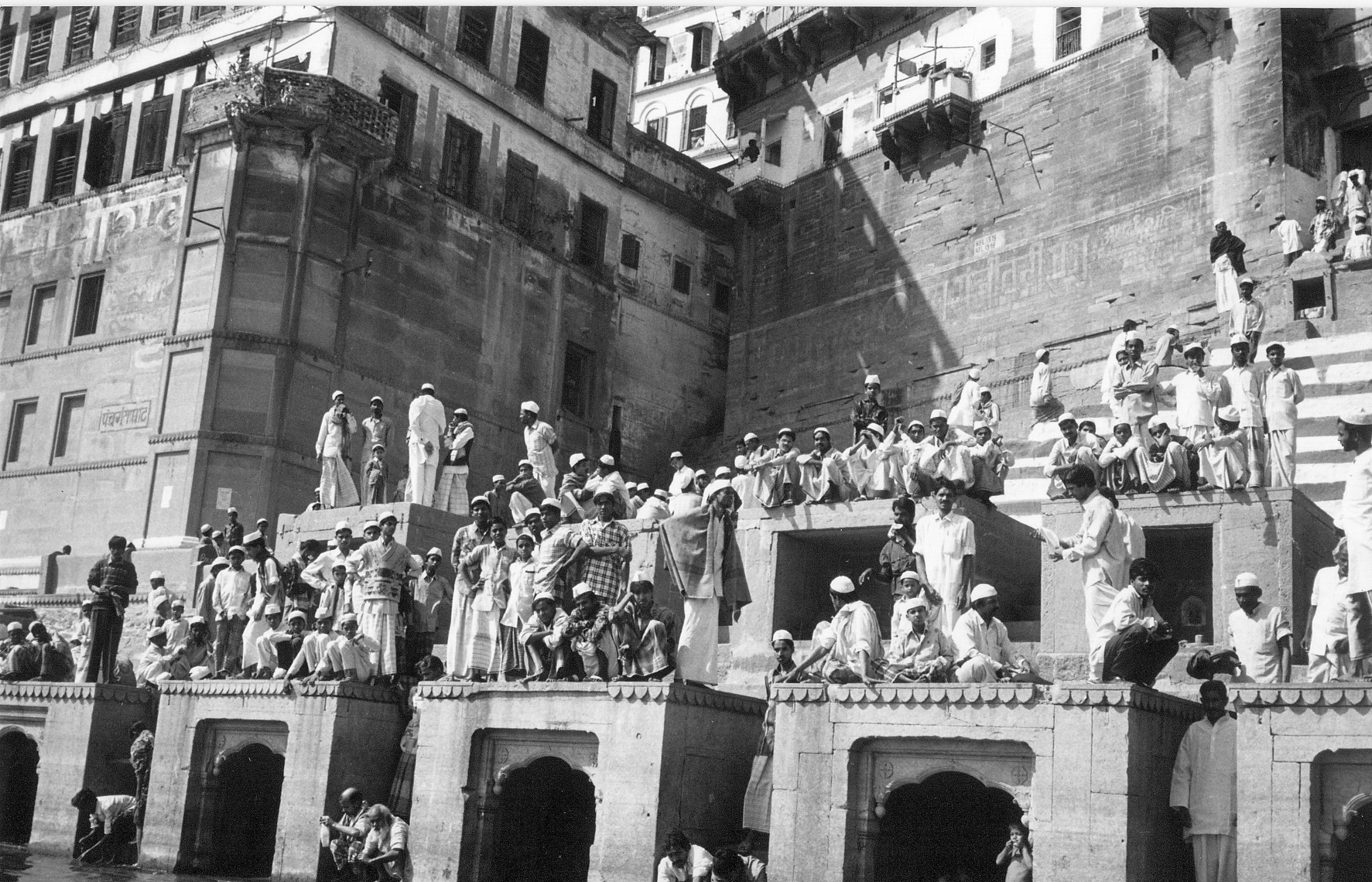
Ghaty muzułmanów w Benares

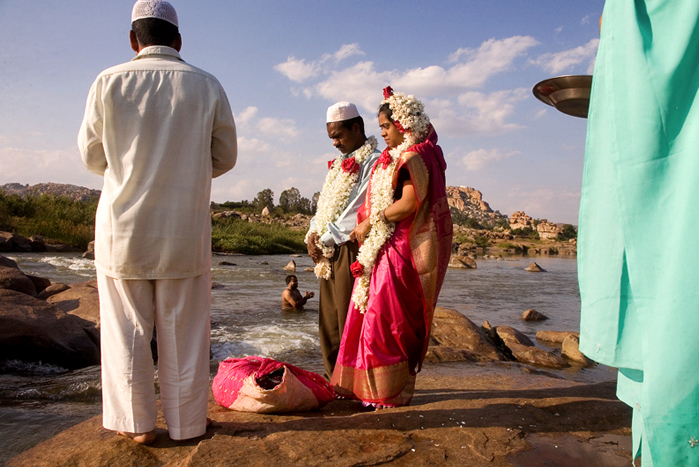
Ślub muzułmański w Indiach

Przeważają wśród nich sunnici (80% praktykujących muzułmanów). Pozostali szyici to przeważnie sufici. Obie wspólnoty współpracują ze sobą, np. w All India Muslim Personal Law Board, która w zgodzie z indyjską konstytucją ma prawo uzgadniać w oparciu o szariat sprawy małżeństw, rozwodów i dziedziczenia muzułmanów.
Mimo że muzułmanów jest w Indiach 10 razy mniej niż hindusów, to jako druga co do wielkości grupa religijna są widoczni. Można to zauważyć na przykład w lutym i marcu, gdy odbywają się pielgrzymki do Mekki (hadżdż) – lotniska są wypełnione pobożnymi muzułmanami.
Uzyskana w 1947 roku niepodległość Indii, o którą hindusi walczyli razem z muzułmanami, przyniosła niekorzystne zmiany w życiu społeczności muzułmańskiej. W związku z rozpadem Indii Brytyjskich na dwa państwa - oficjalnie laickie Indie i muzułmański Pakistan – wielu muzułmanów przeniosło się do Pakistanu. Ci, którzy pozostali, musieli mierzyć się z uprzedzeniami, które wzmocniły wzajemne rzezie w 1947 roku.

## Powstanie Pakistanu
W lipcu 1947 roku parlament brytyjski ogłosił Akt Niepodległości Indii (India Independence Act). Indie podzielono na dwa niezależne dominia:
- 14 sierpnia powstał Pakistan,
- 15 sierpnia powstały niepodległe Indie.

W przypadku Pakistanu na bazie wspólnej religii mieszkańców utworzono państwo bez tradycji historycznej, składające się z dwóch oddalonych od siebie o 1500 km części: Pakistanu Zachodniego i Pakistanu Wschodniego (Muhammad Ali Jinnah daremnie domagał się między wschodnim i zachodnim Pakistanem korytarza długości 1500 km). W momencie podziału Indii w 1947 roku 30% mieszkańców Indii stanowili muzułmanie, zamieszkujący przeważnie północną część kraju. Większość z tych 70 mln ludzi mówiących 6 językami (urdu, bengalski, pendżabski, paszto, sindhi i beludżi) znalazła się w Pakistanie. Jinnah został gubernatorem Pakistanu, a Liaquat Ali Khan jego premierem.
Powstały dwa państwa o nieustalonych granicach. Czekano na decyzje 500 księstw. Tylko trzy z nich nie wybrały Indii, niemniej Indie i tak z pomocą wojska włączyły je w swoje granice.
Podział na dwa państwa nie rozwiązał problemu muzułmanów w Indiach. Po 1947 roku pozostało ich w granicach niepodległych Indii ok. 30 mln (szczególnie w Bombaju, Ćennaju, Hajdarabadzie i Zjednoczonych Prowincjach (2008 – 13,4% od 1,15 miliarda ludności).
Większość muzułmanów wyemigrowała do Pakistanu. Życie pozostałych w nowej ojczyźnie naznaczone było trudnościami i koniecznością zmierzania się z uprzedzeniami. Jak pisze Jan Kieniewicz: Nienawiść legła u podstaw nowych państw. Jej ofiarą padł także Gandhi, który podporządkował się kongresowi, ale usiłował ratować możliwość współistnienia hindusów i muzułmanów.

## Stosunki Indii z Pakistanem
Stosunki z muzułmańskim Pakistanem mają wpływ na sytuację muzułmanów w Indiach. Gdy rosną nastroje wojenne, muzułmanie indyjscy widziani są jak „piąta kolumna” - mniejszość na usługach Pakistanu. W 1951 roku w przygotowujących się do demokratycznych wyborów Indiach pojawiły się dwie postawy wobec muzułmanów, związane też ze stosunkiem do Pakistanu:
- nehruiści (zwolennicy Nehru) – próba porozumienia się z premierem Pakistanu Liaquatem Alim Khanem; pogląd, że wojna to katastrofa dla obu biednych krajów
- tandoniści (zwolennicy prawicowca Puroshattama Dasa Tandona) – plany podbicia Pakistanu i zjednoczenia go siłą z Indiami

Stały napływ uchodźców (szczególnie z Pakistanu Wschodniego) był obciążeniem dla Bengalu. Hinduscy ekstremiści patrząc na muzułmanów przez pryzmat kolektywnej winy i kolektywnej zemsty proponowali, by za każdego powracającego z Pakistanu hindusa wydalić z Indii jednego muzułmanina. W ten sposób teorię dwóch narodów głoszoną przez Ligę Muzułmańską uznali za swoją. W muzułmanach indyjskich widzieli oni przede wszystkim innowierców, dopiero potem Indusów. 
Nehru osobiście prosił muzułmańskich funkcjonariuszy urzędów, by pozostali w Indiach. Zgodził się na przystąpienie członków Ligi Muzułmańskiej do Kongresu. Nie godził się na odwet za obrabowanych z dobytku wysiedlonych z Pakistanu sikhów i hindusów. Łagodził decyzje komisarza do spraw posiadłości wysiedleńców muzułmańskich, który zamiast bronić prawowitych właścicieli działał w interesie zawłaszczających majątki uchodźców. Zawarł także pakt o nieagresji z Liaquatem Alim Khanem, prezydentem Pakistanu.
Postawa Nehru oburzała nacjonalistów hinduskich. Widzieli w nim wynarodowionego hindusa, który zatracił poczucie przynależności religijnej i etnicznej,  opowiadając się przy tym za promuzułmańskim sekularyzmem.

## Włączenie przemocą księstw muzułmańskich do Indii
Dźunagadh, państwo na zachodnim wybrzeżu Indii o większości hinduskiej, ale rządzone przez księcia muzułmańskiego, już po uzyskaniu przez Indie niepodległości w 1947 roku zostało włączone do tego państwa. Po zajęciu przez armię indyjską dwóch spornych terytoriów i ucieczce zagrożonego tym księcia muzułmańskiego do Pakistanu, Indie przyłączyły księstwo, swoją decyzję potwierdzając w referendum (niewielu optowało za Pakistanem).
Hajdarabad, który powstał w 1724 roku, najpierw w sojuszu z Mogołami, a potem Brytyjczykami, był państwem bardzo dużym terytorialnie i o większym niż Dźunagadh znaczeniu. Indie nie chciały dopuścić do tego, aby na ich terytorium pozostała enklawa, na której mniejszość muzułmańska rządzi 85% ludności hinduskiej. Nizam Mir Osmal Ali Khan negocjując z Indiami, Wielką Brytanią, Pakistanem i jednocześnie kupując broń od Czechosłowacji liczył, że uda mu się uzyskać status państwa niepodległego. Ataki na hindusów ze strony wspieranej przez nizama radykalnej organizacji islamskiej razakar pogarszały sytuację księstwa. Indie po zastosowaniu blokady ekonomicznej przeprowadziły kilkudniową kampanię o charakterze „ograniczonej akcji policyjnej” - zginęło w niej 800 osób. Hajdarabad został włączony siłą do Indii.

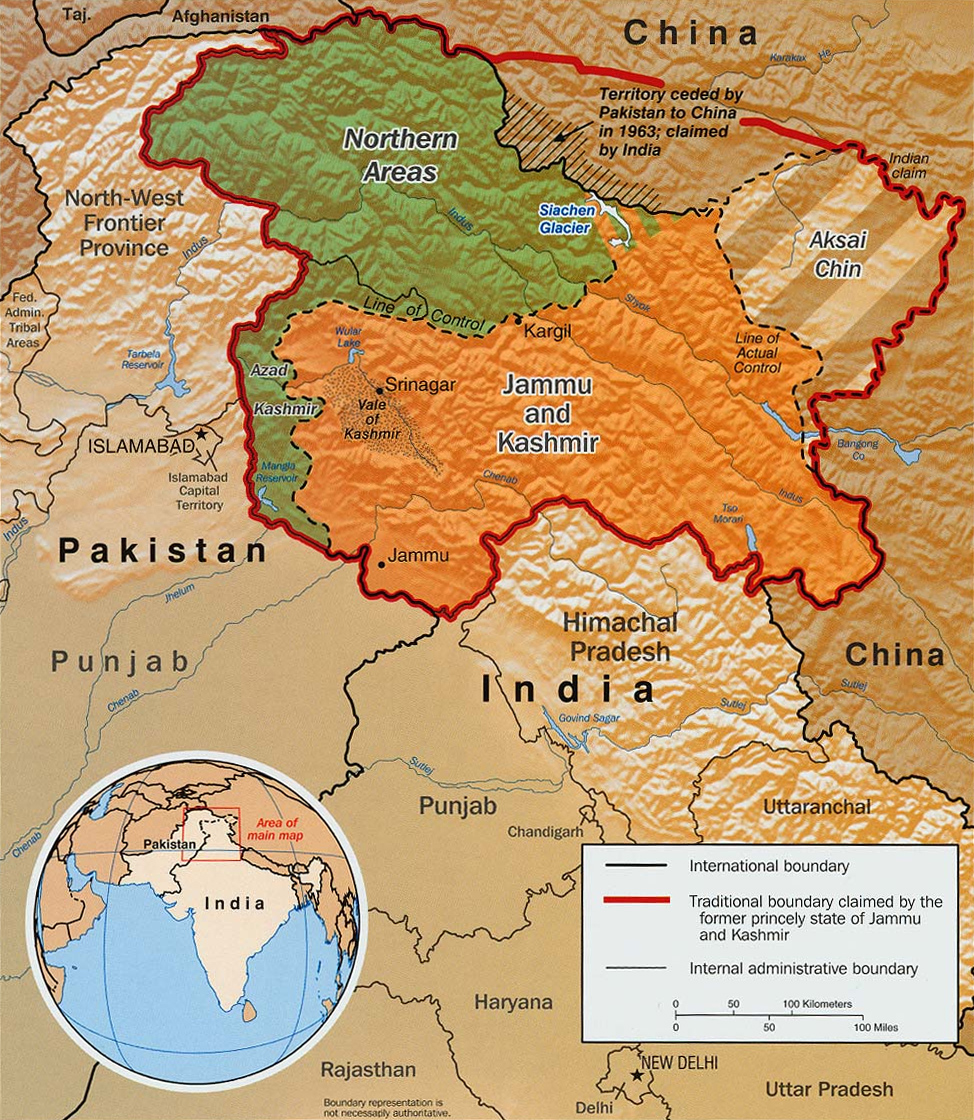
Mapa Dżammu i Kaszmiru. Na zielono zaznaczono obszar kontrolowany przez Pakistan, pomarańczowym kolorem objęte są tereny należące do Indii, natomiast region Aksai Chin okupowany jest przez siły chińskie.

## Spór o Kaszmir
Problem Kaszmiru pozostaje nierozwiązany do dziś. O niezależności Kaszmiru myślał nie tylko jego hinduski władca Hari Singh, ale także założyciel najpotężniejszej na tym terenie organizacji All Jammu and Kashmir Muslim Conference
– Muhammad Abdullah. Pozostawał on w opozycji wobec Hari Singha. W 1947 roku doszło do starcia między hinduskimi władcami a muzułmańskimi poddanymi. Chłopom zbuntowanym przeciwko hinduskim właścicielom ziemi przyszły z pomocą plemiona Pasztunów z Pakistanu. Maharadża poprosił o pomoc Indie. Równocześnie na teren Kaszmiru wkroczyły wojska indyjskie i pakistańskie. Tak ustaliła się Linia Kontroli (Line of Control), która mimo kolejnych wojen między Indiami i Pakistanem nadal pozostaje linią graniczną. Trzy kolejne wojny wskazują na znaczenie Kaszmiru w stosunkach Indii z Pakistanem.
W XX wieku Indie toczyły cztery wojny z Pakistanem:
1. Pierwsza wojna o Kaszmir między Indiami a Pakistanem (w październiku 1947)),
2. druga (też o Kaszmir) w sierpniu i wrześniu 1965,
3. trzecia z powodu Wschodniego Pakistanu w 1971,
4. czwarta w 1999 (znów w Kaszmirze) o Kargil.

Indie walczą z wyodrębnionym z nich samych (Gandhi nazwał podział Indii brytyjskich „wiwisekcją ojczyzny”) państwem powstałym w oparciu o islam. Podczas każdej z wojen indyjscy muzułmanie są w trudniejszej sytuacji. Ekstremiści hinduscy widzą w nich nie tyle obywateli Indii, ile ludzi samej wiary, co wróg.

## Zamieszki na tle komunalistycznym
3 postawy muzułmanów w polityce:
1. zaangażowanie w małych i nielicznych organizacjach muzułmańskich
2. wsparcie innych niemuzułmańskich organizacji politycznych
3. aktywność w sferze kultury i edukacji

Wykorzystanie różnic religijnych i podtrzymywanie konfliktów między wspólnotami religijnymi dla osiągnięcia celów politycznych wzmacniane podczas panowania brytyjskiego, osiągające apogeum podczas podziału Indii nadal ma miejsce w niepodległych Indiach. W latach 1954–1982 doszło do 7 tysięcy zamieszek komunalistycznych, przy czym liczba ta wzrosła w latach 80. (szczególnie na przełomie lat 80. i 90., w 1992 – 2 tysiące zamieszek). W większości dotyczyły one północnych Indii. Ich wzrost wiąże się ze słabszą kondycją indyjskiej demokracji i wzrostem znaczenia hinduskiego nacjonalizmu. Hinduskie radykalne organizacje oskarżają muzułmanów o większą lojalność wobec islamu i Pakistanu niż wobec Indii. Taki obraz ich wynika ze wspomnień podziału Indii w 1947 roku, problemu Kaszmiru i rywalizacji kraju z Pakistanem.

## Nacjonalizm hinduski

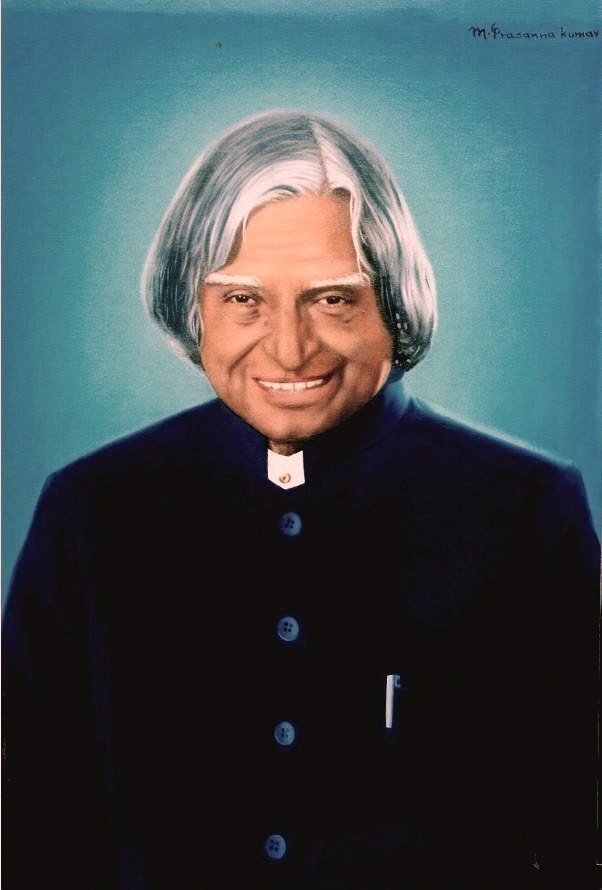
Abdul Kalam – prezydent Indii (2002–2007)

Wzrost znaczenia nacjonalizmu hinduskiego wiąże się z :
- upadkiem nehruistycznego modelu gospodarki
- otwarciem na inwestycje zachodnie (i strachem przed amerykanizacją kultury)
- wzmocnieniem fundamentalizmu islamskiego w Bangladeszu i Pakistanie.

Nacjonaliści hinduscy ograniczają kulturę Indii do kultury hindusów negując znaczenie innych wspólnot religijnych. Szukając wrogów hinduskiego narodu głównego znajdują w muzułmaninie. Odwołując się do muzułmańskiego najazdu z VIII wieku, podziału Indii w 1947 roku i sytuacji w Kaszmirze, traktują oni muzułmanów jak piątą kolumnę, we współpracy z Pakistanem, przeciwko Indii. Zagrożenie z ich strony jest przesadzane np. poprzez mit o islamskiej bombie demograficznej, podkreślanie znaczenia konwersji, czy wpływu szkół muzułmańskich wspieranych arabskimi pieniędzmi. Mimo że w Uttar Pradesh, stanie, któremu przysługuje najwięcej miejsc w parlamencie, co szósty wyborca jest muzułmaninem, biorą oni udział w rządach w stopniu nieproporcjonalnym do ich ilości. Być może dlatego, że muzułmanie w swoim rozproszeniu nie są jednością. Ich organizacje polityczne są słabe, oni sami niereprezentatywni w rządach i na uczelniach (szczególnie tam, gdzie są istotną mniejszością, np. w Zachodnim Bengalu stanowią 27% reprezentowana przez 3% w administracji rządowej). Mimo to trzech prezydentów Indii (na 12 od 1950 roku) to muzułmanie (Zakir Hussain, Fakhruddin Ali Ahmed i Abdul Kalam). Muzułmanie odegrali znaczącą rolę w indyjskim ruchu narodowowyzwoleńczym. Jednak obecnie ich partie mają znaczenie tylko w Kaszmirze i w Kerali, gdzie Liga Muzułmańska odgrywa swoją rolę w walce o władzę między Kongresem i komunistami). Bardzo ważną cechą muzułmańskiej społeczności w Indiach jest brak tradycyjnego dżihadu i nieobecność radykalnych fundamentalnych organizacji muzułmańskich. Mimo tylu lat wojny w Kaszmirze muzułmanie z pozostałych regionów Indii nie zaangażowali się w nią.
Wzrost nacjonalizmu hinduskiego w latach 80. spowodowany nieskutecznością świeckiego modelu państwa Nehru i nieumiejętnością pokojowego rozwiązania separatyzmu kaszmirskiego i pendżabskiego uradykalnił organizacje muzułmańskie i sikhijskie. Do konfliktu między muzułmanami a hindusami przyczyniły się specjalne uprawnienia dla mniejszości etnicznych. W oczach hindusów przykładem takiego uprzywilejowania muzułmanów jest sprawa muzułmańskiej rozwódki Shah Bano, która po wygrawszy w sądzie alimenty od męża wywołała taką reakcję radykalnych muzułmanów, że rząd Rajiva Gandhiego w 1985 roku przyjął ustawę (Muslim Women) wprowadzającą do laickiego ustawodawstwa Indii postanowienia szariatu.
Sprawą zapalną okazał się też spór o meczet Babura w Ajodhji. Od XIX wieku hindusi walczą o uznanie praw do tego miejsca powołując się na fakt, że meczet stoi na miejscu zburzonej w XVI wieku świątyni boga Ramy. w 1986 roku zgoda na modlitwy hindusów w meczecie wywołała protesty muzułmanów. Po kolejnych zamieszkach w 1990 roku, 6 grudnia 1992 roku tłum radykalnych hindusów zburzył meczet. Ten fakt doprowadził do rozruchów w całych w Indiach. Szczególnie dramatycznie przebiegały one w Bobmaju, tam też wiosną 1993 roku doszło do serii zamachów terrorystycznych. Historia Shah Bano, zniszczenie meczetu w Ajodhjii, spór o Kaszmir są wykorzystywane w retoryce radykalnych hindusów przeciwko muzułmanom. W psychice wielu hindusów muzułmanin (w wyniku setek lat narosłych uprzedzeń) jawi się jako inny, zły.

## Muzułmańskie partie polityczne
- Indian Union Muslim League (w Kerali)
- Madżlis Ittihad-ul-Muslimin (Zgromadzenie Zjednoczenia Muzułmańskiego) – w 1988 roku wygrała w Hajdarabadzie w lokalnych wyborach

Działają one w koalicji, wspierają Indyjski Kongres Narodowy, bronią praw muzułmanów i zabiegają o poprawę ich sytuacji ekonomicznej. Większość muzułmanów głosuje na Kongres broniący idei państwa świeckiego (w ramach którego jednak muzułmanom gwarantuje się możność stosowania w sprawach małżeństw, rozwodów i dziedziczenia ich prawa, szariatu). Przy uwzględnieniu takich warunków nawet fundamentalistyczna organizacja islamska Dżama'at-i Islami zgadza się z ideami Kongresu. Kongres chroni muzułmanów przed wcieleniem w życie idei radykalnych partii hinduistycznych (Bharatiya Jana Sangh, Bharatiya Janata Party (Indyjska Partia Ludowa – BJP), Shiv Sena (Armia Sziwy, widzących dla muzułmanów dwa wyjścia: przejście na hinduizm albo wyjazd do Pakistanu. Partie te atakują muzułmanów głosząc, że mimo tego, że hindusi stanowią w Indiach większość są dyskryminowani przez państwo, które faworyzuje mniejszości (przypadek zmiany prawa w historii z Shah Bano). Zagrożenia ze strony prawicowego komunalizmu hinduskiego spodziewał się już Nehru. Widzi go też Piotr Kłodkowski pisząc – Hinduizm cechuje w organizacji społeczeństwa mocny ekskluzywizm, który łączy się z ideą „nieczystości”. Przeniesiony na stosunki z inna religią, przede wszystkim z islamem, może spowodować wzajemną wrogą izolację obydwu społeczności. Oprócz znanych w świecie koncepcji non violence wyznawca hinduizmu odnajdzie w jego bogatej spuściźnie ideały czynnej walki przeciw wrogom panującej dharmy. Owym wrogiem okazać się może sąsiad-muzułmanin. Wzór dla tego hindus może znaleźć w Bhagawadgicie, w której Kriszna przekonuje wahającego się Ardżunę do walki przeciw najbliższym.

## Zamachy terrorystyczne
Wśród zamachów terrorystycznych w Indiach przypisywanych muzułmanom, wśród najistotniejszych do 2000 roku wymienia się:
- wiosna 1993 r. – 257 osób zginęło, a ponad 1100 zostało rannych w serii zamachów terrorystów islamskich w Bobmaju – na giełdzie, w pociągach, hotelach i stacjach benzynowych

W latach 90. zamieszki komunalistyczne były odpowiedzią na debaty społeczno-polityczne na temat dodatkowych uprawnień dla kast upośledzonych, wśród których są też dalici muzułmańscy. Mimo zamieszek wzbudzanych ze względów politycznych, według Pavana Varmy w „Being Indian” zwyczajni ludzie nie są zainteresowani wzrostem konfliktu między muzułmanami a hindusami. Współpracują ze sobą (np. w Varanasi wspólnie produkują sławne banarasi sari, pierwsi odpowiedzialni za rzemiosło, drudzy za finanse.
Podczas zamieszek w Gudżaracie muzułmańscy i hinduscy biznesmeni wzywali w prasie do spokoju

## Kultura
- Muzułmanie w filmie

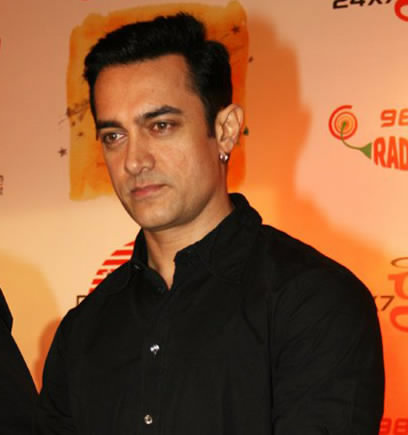
aktor i reżyser Aamir Khan

Muzułmanie odgrywają znaczącą rolę w tworzonej w Mumbaju produkcji filmowej Bollywoodu. Złośliwi czasem nazywają Bollywood Khanwoodem, bo do czołowych aktorów Indii należy czterech muzułmanów o nazwisku Khan (Shah Rukh Khan, Aamir Khan, Salman Khan i Saif Ali Khan). Ponadto znani są też inni z aktorskich Khanów: Irfan Khan, Fardeen Khan, Sohail Khan, Arbaaz Khan, Kader Khan i Zayed Khan, czy tacy muzułmańscy aktorzy jak Naseeruddin Shah, Arshad Warsi, Emraan Hashmi, Saeed Jaffrey, Javed Jaffrey. Z aktorek – starsze Shabana Azmi, Farida Jalal i młodsze Tabu, Katrina Kaif, Ayesha Takia i Soha Ali Khan. Ze sław z przeszłości – Dilip Kumar i aktorki Nargis, Madhubala i do dziś grające Waheeda Rehman i Sharmila Tagore.
Wśród reżyserów muzułmanów wyróżniają się Farhan Akhtar, twórca m.in. Don i Dil Chahta Hai, Farah Khan, autorka Jestem przy tobie i Om Shanti Om (także znana z choreografii), bracia Abbas-Mustan (Race, Baazigar itd), Nasir Hussain i jego syn Mansoor Khan (Josh, Qayamat Se Qayamat Tak), czy M. F. Husain, malarz i reżyser takich filmów jak Gaja Gamini, Meenaxi: A Tale of Three Cities. Osobą łączącą hindusów z muzułmanami, broniącą statusu muzułmańskiego języka urdu jest reżyser Mahesh Bhatt, który swoje rozdarcie (matka muzułmanka, ojciec hinduski bramin) przedstawił w filmie Zakhm.
Z muzyków najsławniejszy jest tamilski muzułmanin A.R. Rahman, zdobywca Oscara za muzykę do filmu Slumdog. Milioner z ulicy, autor kompozycji do nagradzanych dziesiątkami nagród filmów np. Lagaan, Saathiya, Taal, Rang De Basanti, Mój kraj, Dil Se, Guru, Roja.
Problemy muzułmańskie obecne są w wielu filmach. Np. problemy pogromów muzułmańsko–hinduskich z czasu podziału Indii w 1947 pokazano w Pinjar, Hey Ram, Ziemia, Partition, Chhalia (Manmohan Desai z 1960), Dharamputra (Yash Chopra z 1961), Tamas (Govind Nihalani 1986), Train to Pakistan (Pamela Rooks 1998), Shaheed-e-Mohabbat Boota Singh (Manoj Punj 1999), Gadar: Ek Prem Katha (Anil Sharma – 2001). Problem muzułmanów, którzy pozostali w Indiach po podziale można znaleźć w Mammo (Shyam Benegala z 1994) i Garam Hawa. Problem muzułmańskiego Kaszmiru pokazano w takich filmach ja Yahaan, Shaurya, Roja, czy Fanaa, który przedstawia też atak muzułmańskich terrorystów na parlament w Nowym Delhi. Zamieszki hindusko-muzułmańskie z grudnia 1992/stycznia 1993 można zobaczyć w Bombay, Fiza, Hey Ram, Dev, Thakshak, Zakhm, Dharm. Odpowiedź na nie w postaci terrorystycznych ataków w Bobmaju wiosną 1993 roku w Black Friday. Pogrom w 2002 roku w Gudżaracie przedstawiono w Parzanii. Działalność mumbajskiej mafii pokazują takie filmy jak Company.
Film prezentuje często pewien stereotyp muzułmanina, najpierw nababa (Shah Jahan, Mumtaz Mahal, Anarkali, Mughal-e-Azam, Mere Mehboob, Bahu Begam, Chadvin Ka Chand), ostatnio – terrorysty (np. Misja w Kaszmirze, Fanaa, Insan), współpracującego nierzadko z Pakistanem (Sarfarosh)
Filmy stanowią często wezwanie do pojednania między muzułmanami i hindusami, przedstawiając ich jako braci (Amar Akbar Anthony), budując między nimi relacje ojcowsko-synowską (Misja w Kaszmirze), pokazując przekraczające granice uprzedzeń małżeństwa (Veer-Zaara, Salaam-e-Ishq: A Tribute To Love, Pinjar), przedstawiając miłość, która rodzi się niezależnie od różnicy wyznań (Mr. and Mrs. Iyer), czy stawiając problem dziecka wychowanego przez ludzi innego wyznania (Dharm, Pinjar, Amar Akbar Anthony).
Zdarza się, że takie filmy jak pokazujący dramat muzułmanina uwikłanego w terroryzm kaszmirski, a jednocześnie ratującego swoją godność w miłości do hinduski (Fanaa), czy prezentujący czas panowania muzułmanów w Indiach i wezwanie do jedności symbolizowanej w ślubie Mogoła Akbara z hinduską z radźputów (Jodhaa Akbar) są dla fundamentalistów hinduskich pretekstem do wywołania rozruchów komunalistycznych.
- Muzułmanie w malarstwie

Sławną postacią w indyjskim malarstwie jest cieszący się międzynarodowym uznaniem, nazywany Picasso Indii M.F. Husain.
- Muzułmanie w muzyce

Sławnym zarówno wirtuozem instrumentu sarod, grającym indyjską muzykę klasyczną, jak i kompozytorem jest Ustad Amjad Ali Khan (ur. 1946) i jego synowie Amaan Ali Khan i Ayaan Ali Khan Inni sławni wykonawcy klasycznej muzyki na tym instrumencie to Ustad Allaudin Khan (1880-1972), Ustad Hafiz Ali Khan (1888-1972), Ustad Ali Akbar Khan (ur. 1922), Ustad Aashish Khan (ur. 1939).
1. Ustad Amjad Ali Khan (ur. 1945)

## Znani muzułmanie indyjscy
- Trzech prezydentów Indii – dr Zakir Hussain, dr Fakhruddin Ali Ahmed i dr Abdul Kalam
- Aktorzy: muzułmanie – Dilip Kumar, Shah Rukh Khan, Aamir Khan, Salman Khan i Saif Ali Khan.
- Sania Mirza z Hajdarabadu, tenisistka. Muzułmańscy krykieciści: Mushtaq Ali, Nawab of Pataudi, Mohammad Azharuddin, Zaheer Khan i Irfan Pathan.
- Kilka wielkich firm: Wipro, Wockhardt, Himalaya Health Care, Hamdard Laboratories, Cipla i Mirza Tanners należy do muzułmanów.
- Muzułmańscy miliarderzy z południowej Azji (wymienieni przez Forbes Magazine) to Indusi – Yusuf Hamied i Azim Premji.
- Dr Syed Ehtisham Ahmed Nadvi – znawca języka arabskiego i islamu, pochodzi z Uttar Pradesh, ukończył Aligarh Muslim University
- Zakir Abdul Karim Naik (ur. 1965) pisarz i mówca na temat islamu, lekarz
- Sayeed Salahudeen (ur. 1946 – Dżammu i Kaszmir, głowa muzułmańskiej zbrojnej organizacji Hizbul Mujahideen optującej za przyłączeniem Kaszmiru do Pakistanu, Mushtaq Ahmed Zargar (ur. 1967 w Śrinagarze, terrorysta muzułmański walczący o wolny Kaszmir (odpowiedzialny za porwanie w 1889 roku córki ministra Indii i wymianę jej na uwięzionych terrorystów)
- Dawood Ibrahim (ur. 1955) głowa organizacji gangsterskiej D-Company w Mumbaju, odpowiedzialny za zamachy w Bombaju (1993)

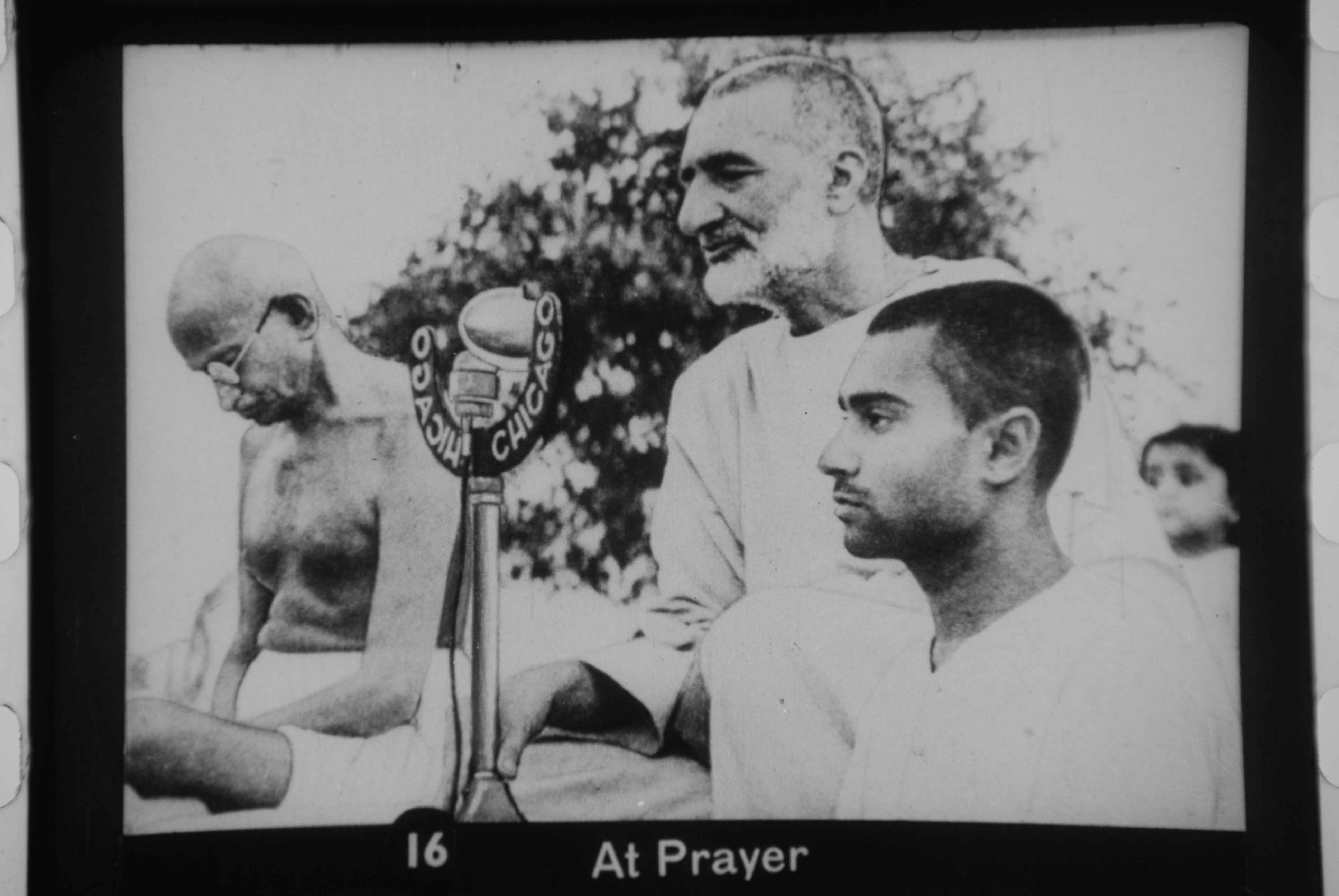
Abdul Ghaffar Khan podczas modlitwy z  Gandhim, w 1985 był nominowany do Pokojowej Nagrody Nobla (w środku zdjęcia)
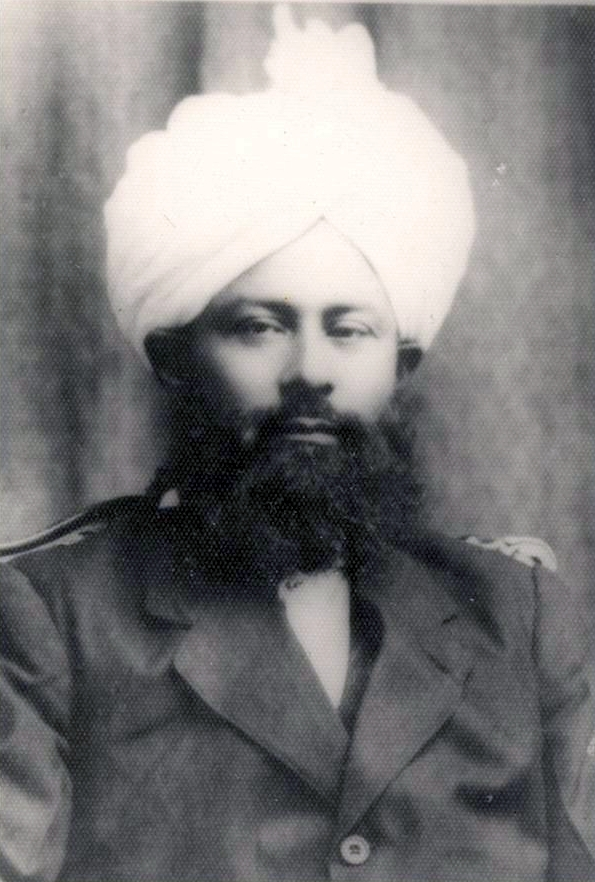
Mirza Basheer-ud-Din Mahmood Ahmad (1889-1965), syn Mirza Ghulam Ahmada, kalif muzułmańskiej wspólnoty Ahmadija
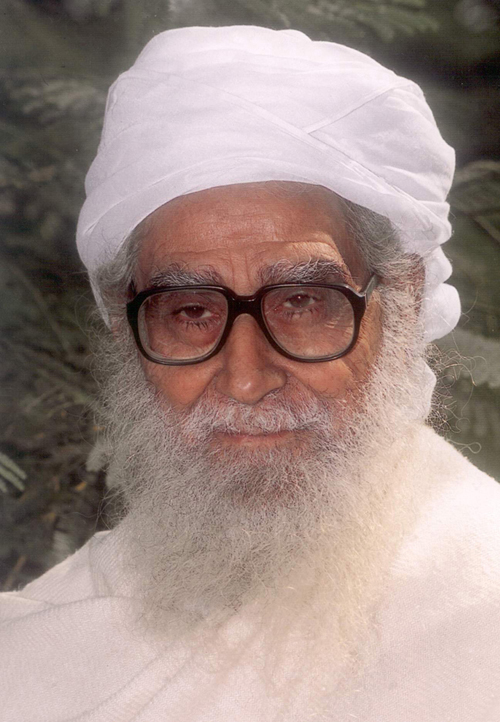
Maulana Wahiduddin Khan (ur. 1925) – duchowy przywódca islamu, rzecznik pokoju, pisarz i mówca
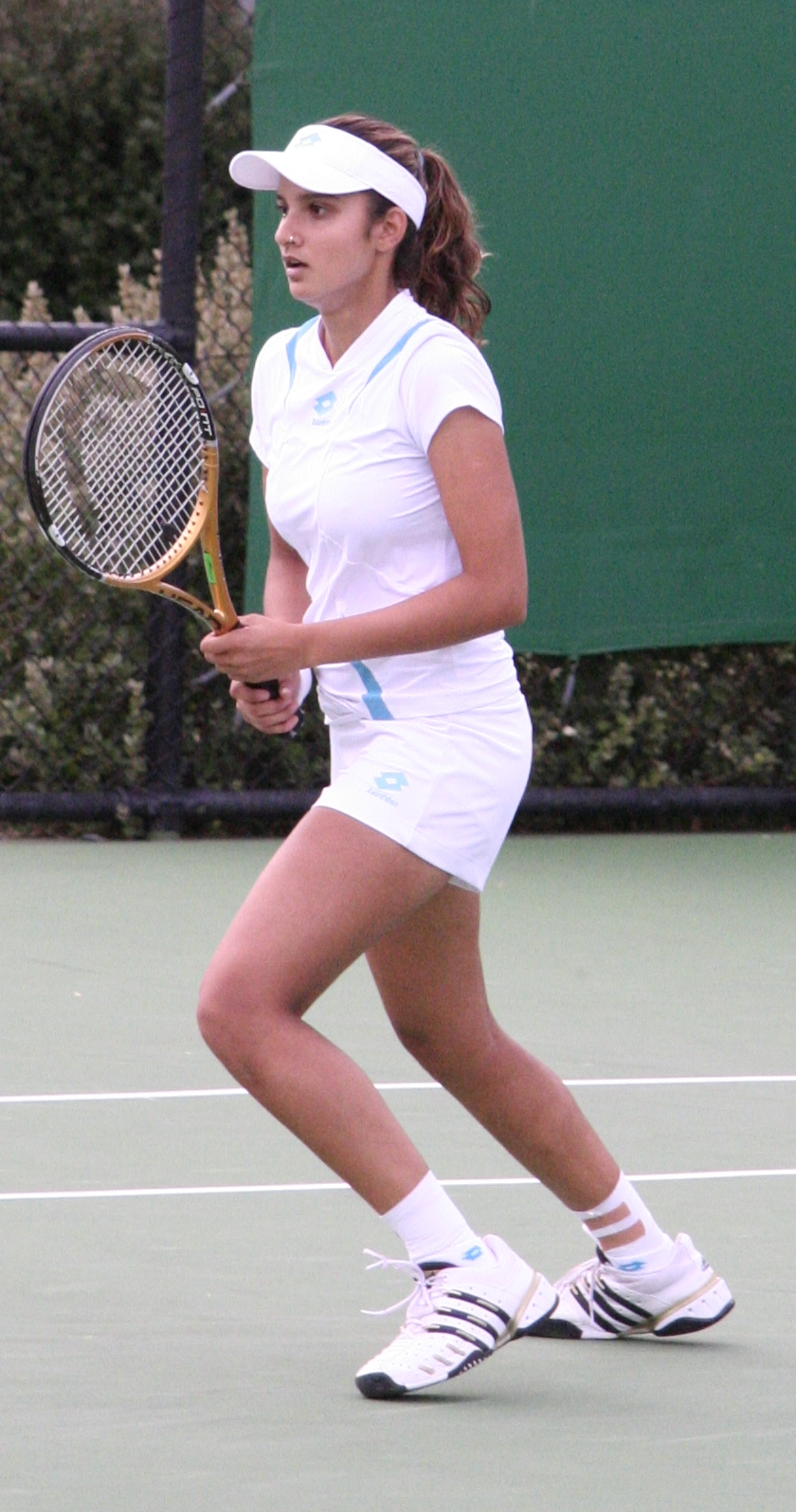
Sania Mirza w 2007 roku w Australii
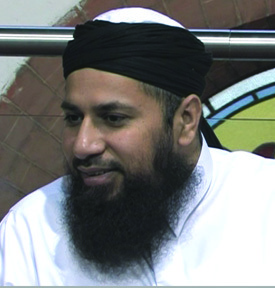
Szeik Abu Yusuf Riyadh ul Haq (ur. 1971 w Gudżaracie), przywódca duchowy, nauczyciel islamu
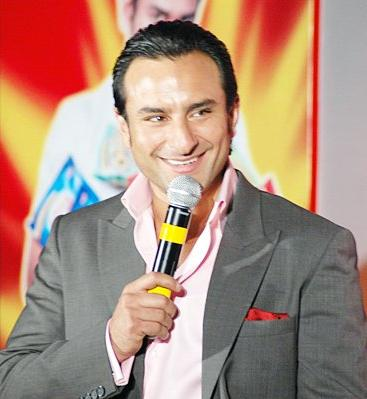
aktor bollywoodzki Ali Khan
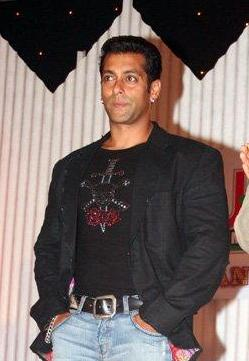
aktor bollywoodzki Salman Khan
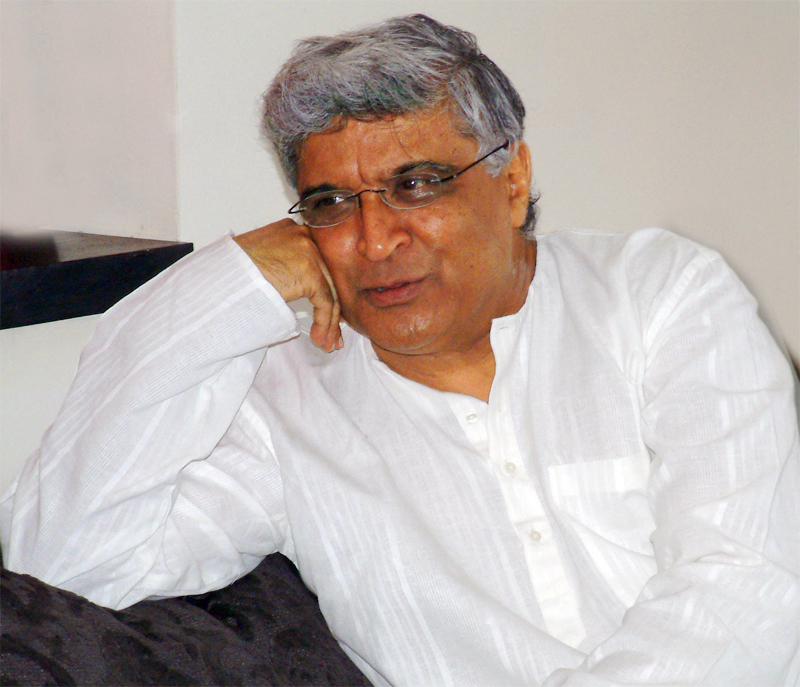
scenarzysta filmowy i poeta Javed Akhtar
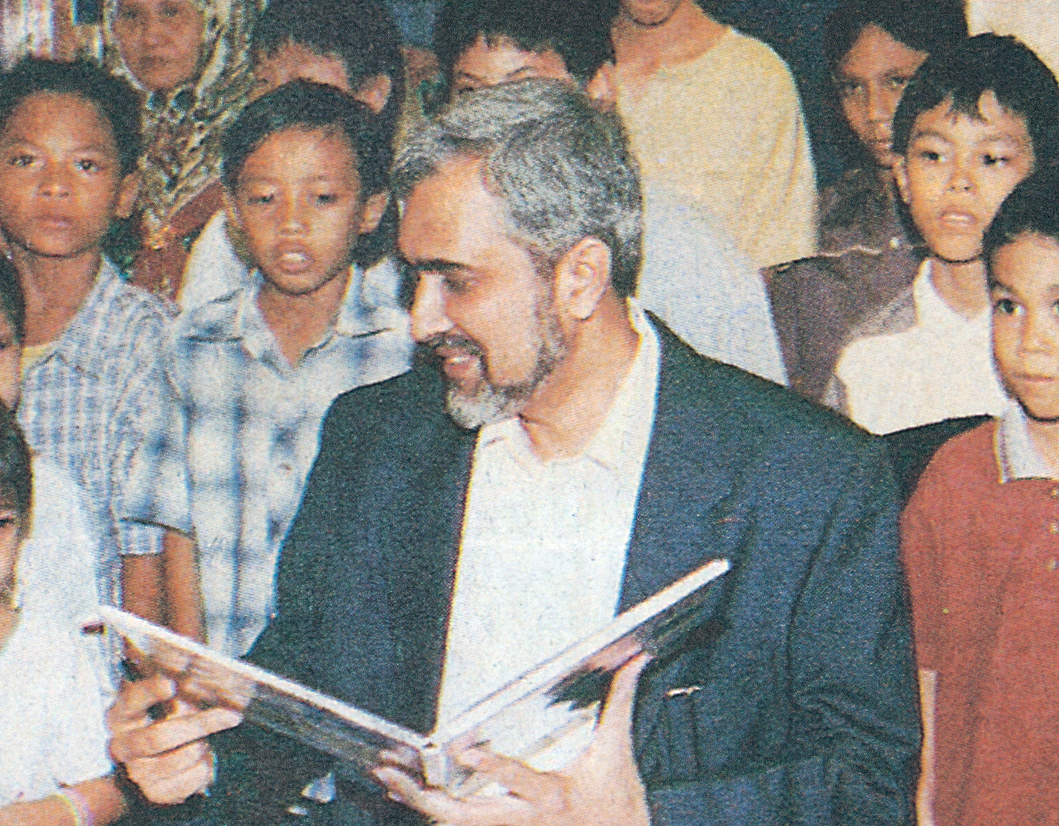
Saniyasnain Khan autor książek dziecięcych (ur. 1959)
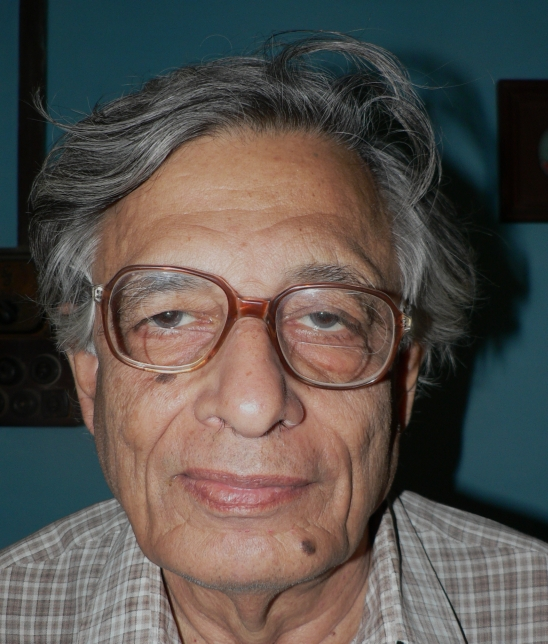
Irfan Habib (ur. 1931) indyjski historyk
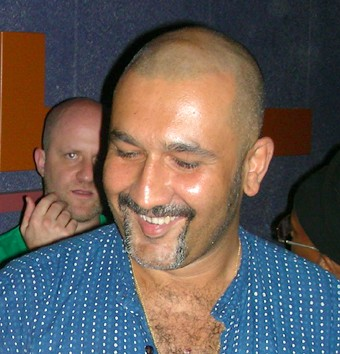
Parvez Sharma reżyser filmu A Jihad for Love (o gejach i lesbijkach muzułmańskich).
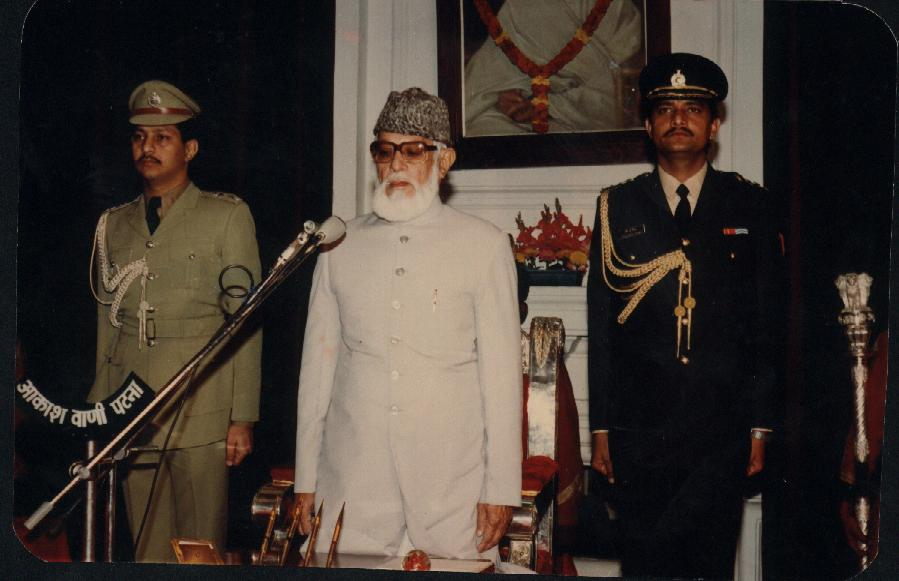
Mohammad Yunus Saleem (1920–2004)- polityk, gubernator stanu Bihar w 1990
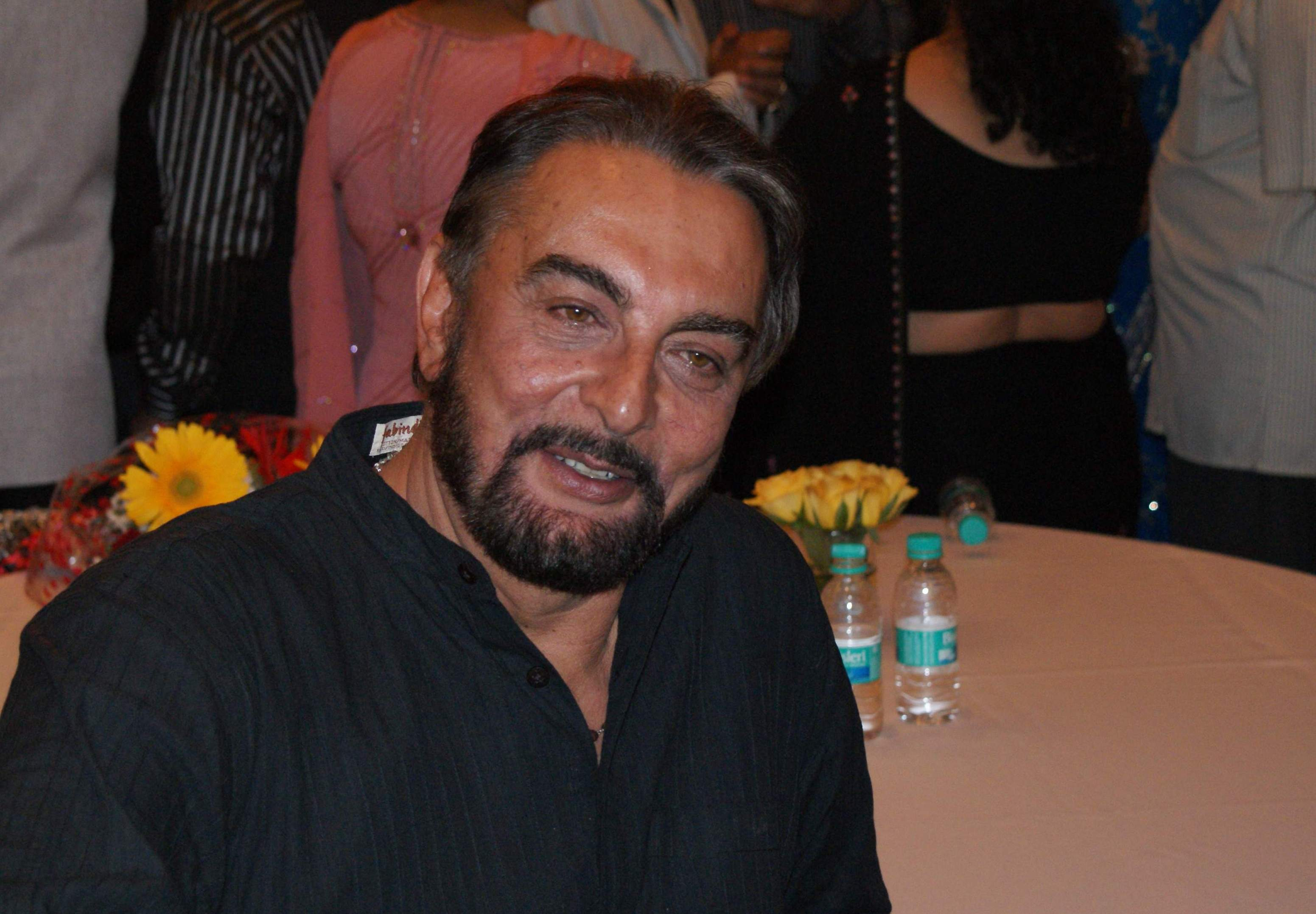
Kabir Bedi – aktor bollywoodzki
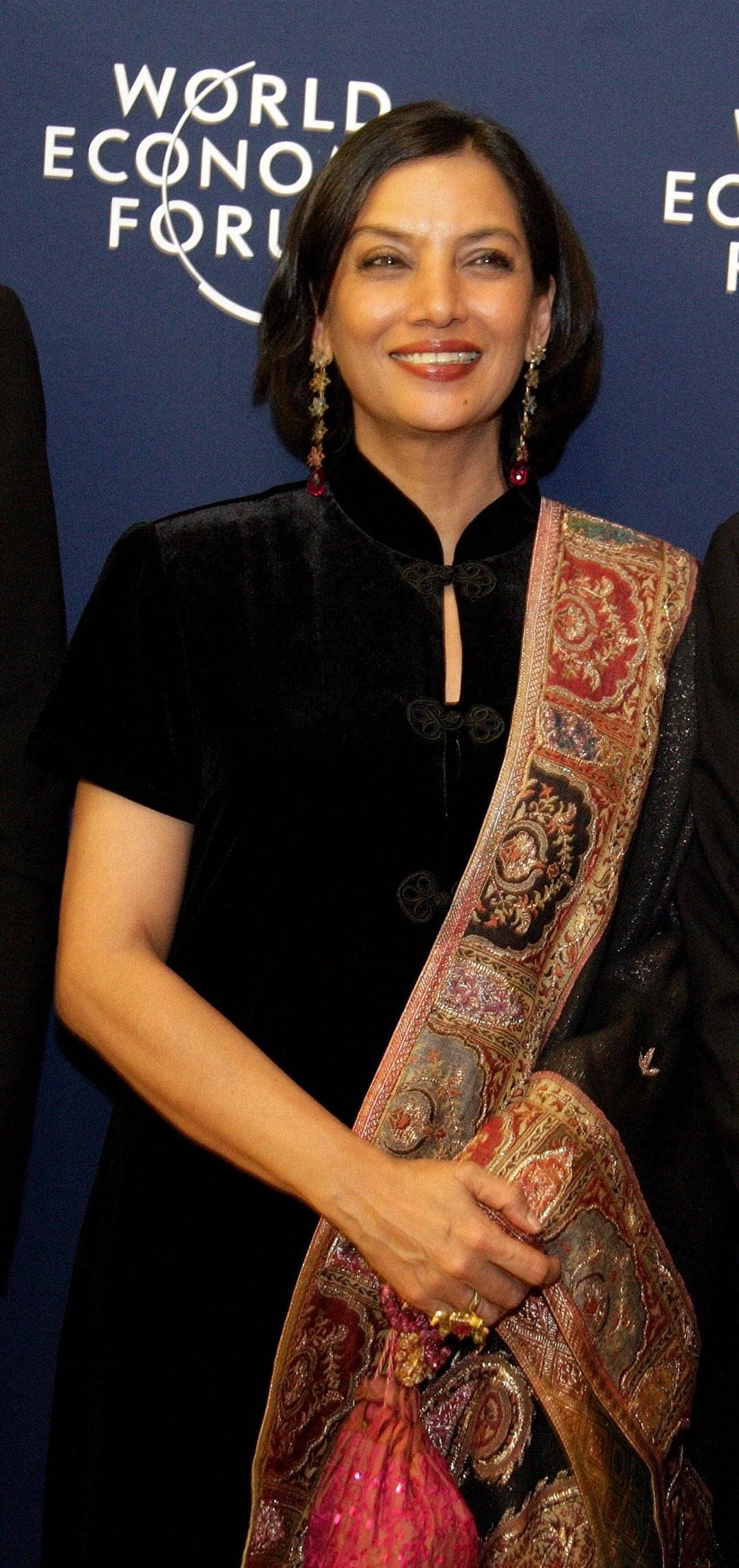
Shabana Azmi, aktorka (Nishaant, Mausam, Sorry, Bhai)